# خافيير بينولا

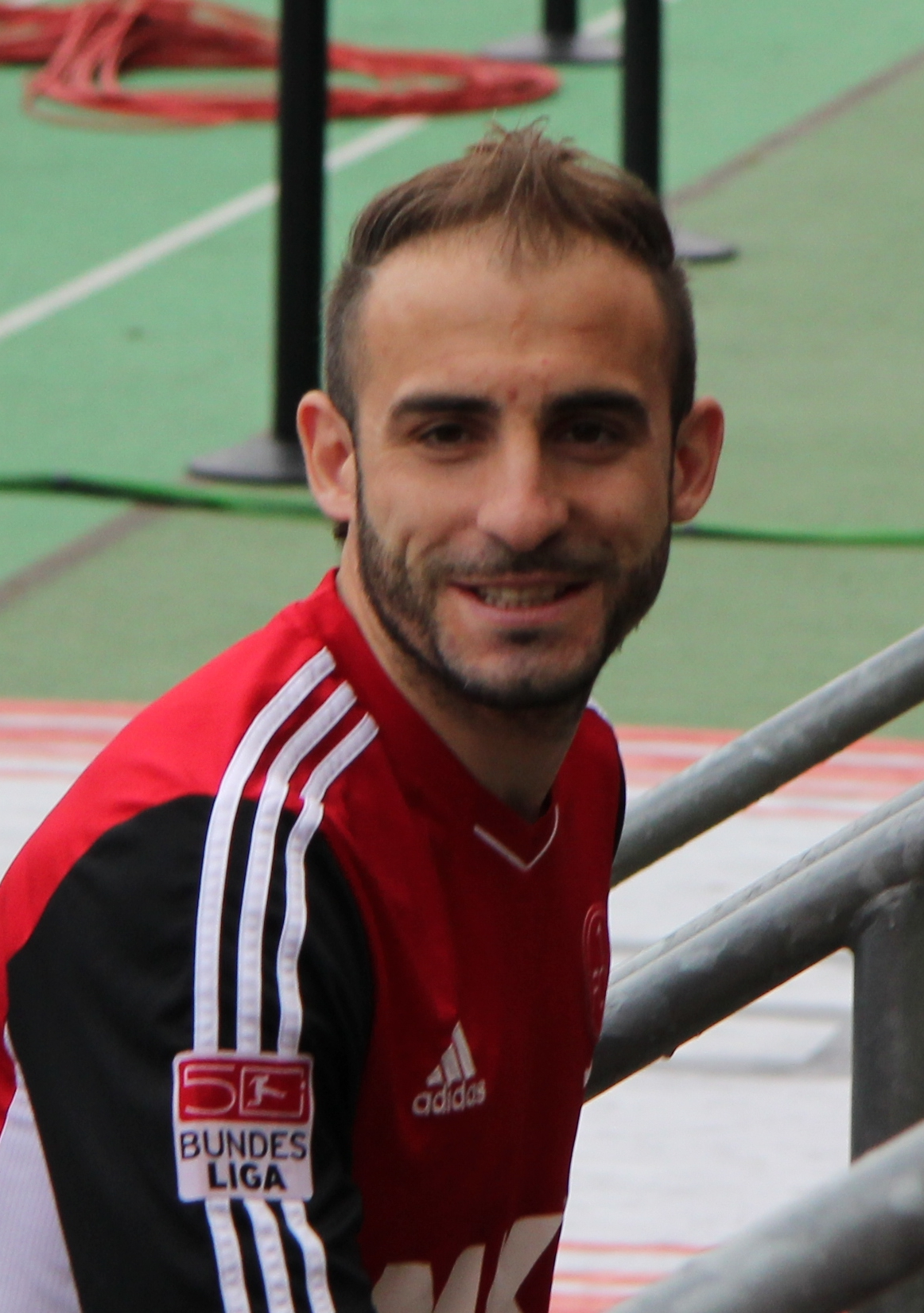

خافيير هوراسيو بينولا (بالإسبانية: Javier Horacio Pinola)‏ (مواليد 24 فبراير 1983 في أوليفوس - الأرجنتين) لاعب كرة قدم أرجنتيني يلعب حاليا لصالح نادي الدرجة الأولى نورمبرغ الألماني منذ 2005 في مركز قلب الدفاع .

## مسيرته الكروية
لعب خافيير بينولا خلال مسيرته الاحترافية مع 7 أندية في اثنين وعشرين موسمًا وسجل خلالها 12 هدفًا ضمن 466 مباراة. حيث فاز في موسمين بالكأس ولم يفز بأي دوري.
خاض خافيير بينولا مسيرته مع نادي تشاكاريتا جيونيورز في موسم 2000–01 ولمدة موسمين، مشاركًا في 45 مباراة سجل خلالها هدفًا واحدًا. ثم انتقل إلى نادي أتلتيكو مدريد ب في موسم 2002–03 لمدة موسم واحد، حيث شارك في 13 مباراة ولم يسجل أي هدف. لينتقل بعدها إلى نادي راسينغ في موسم 2003–04 ولمدة موسمين، مشاركًا في 54 مباراة سجل خلالها هدفًا واحدًا. ثم انتقل إلى نادي نورنبرغ في موسم 2005–06 ليلعب معه عشرة مواسم، مشاركًا في 260 مباراة سجل خلالها 7 أهداف. هذا وانتقل لاحقًا إلى نادي روزاريو سنترال في موسم 2015 واستمر معه طيلة ثلاثة مواسم، مشاركًا في 40 مباراة ولم يسجل أي هدف. ثم انتقل بعدها إلى نادي ريفر بليت في موسم 2017–18 واستمر معه طيلة ثلاثة مواسم، مشاركًا في 52 مباراة سجل خلالها 3 أهداف.

## روابط خارجية
- خافيير بينولا على موقع قاعدة بيانات كرة القدم.إي يو (الإنجليزية)
- خافيير بينولا على موقع بيانات كرة القدم. دي إي (الألمانية)
- خافيير بينولا على موقع ناشيونال فوتبول تيمز (الإنجليزية)
- خافيير بينولا على موقع Soccerway.com (الإنجليزية)
- خافيير بينولا على موقع عالم كرة القدم.نت (الإنجليزية)
- خافيير بينولا على موقع AS.com (الإسبانية)